# Jérôme Crews
Jérôme Crews (* 20. Februar 1977 in Karlsruhe) ist ein deutscher Leichtathlet. Seine Spezialdisziplin ist der 110-Meter-Hürdenlauf.

## Leben
Crews startete für die MTG Mannheim und den TV Wattenscheid. Bei den Deutschen Meisterschaften 1998 in Berlin wurde er mit der 4-mal-100-Meter-Staffel der MTG Mannheim Deutscher Meister. Der DLV nominierte Crews für die Europameisterschaften, die im selben Jahr in Budapest stattfanden. Dort wurde er mit der deutschen Staffel Fünfter. 2001 qualifizierte sich Crews für die Weltmeisterschaften in Edmonton, wo er über 110 Meter Hürden das Halbfinale erreichte.
Mittlerweile zum TV Wattenscheid gewechselt, wurde Crews mit der Wattenscheider Staffel 2002 sowohl in der Halle als auch im Freien Deutscher Meister. Im Jahr darauf gewann er bei den Deutschen Meisterschaften im Ulm seinen einzigen Meistertitel im Einzel. Bei den im selben Jahr ausgetragenen Weltmeisterschaften in Paris erreichte er erneut das Halbfinale.
Nach der Saison kehrte Crews zurück zur MTG Mannheim. 2004 nahm er an den Olympischen Spielen in Athen teil, wo er wegen Leistenproblem aber nicht über den Vorlauf hinauskam. Nach den Spielen wurde er operiert.
Crews war in der Sportfördergruppe der Bundeswehr.

## Persönliche Bestzeiten
- 110 Meter Hürden: 13,41 Sekunden, 14. Juni 1998 in Sindelfingen
- 60 Meter Hürden (Halle): 7,65 Sekunden, 24. Januar 1999 in Karlsruhe